# Colombia Potencia de la Vida-Strongman
El Colombia Potencia de la Vida-Strongman (Código UCI: CPM) es un equipo ciclista colombiano de categoría Continental desde de la temporada 2024. El equipo se inició en el 2020 como un proyecto del Ministerio del Deporte bajo el programa Talentos Colombia para consolidar al país como un semillero de jóvenes talentos del ciclismo nacional y crear los cimientos para consolidar al país como tierra de atletas.

## Historia
El equipo de ciclismo se crea a partir de la fusión de tres equipos colombianos, de los cuales dos tenían patrocinio de la antigua entidad gubernamental Coldeportes hasta 2019, ellos eran Coldeportes Zenú, Coldeportes Bicicletas Strongman y GW Shimano (este último no era patrocinado por Coldeportes). El equipo inició en el 2020 en la categoría Continental UCI como un proyecto para consolidar a Colombia como un semillero de ciclistas y la formación integral del atletas en las categorías femenina, prejuvenil, juvenil, sub-23 y élite; con el objetivo de participar en diferentes carreras a nivel nacional e internacional.
Las formaciones prejuvenil y juvenil masculina están apoyadas sobre las bases del equipo de la Fundación Esteban Chaves, el cual es dirigido por Jairo Chaves, padre del ciclista colombiano Esteban Chaves; entre tanto, el equipo sub-23 y élite estará dirigido por el entrenador deportivo Luis Alfonso Cely. Asimismo, las categorías femeninas serán dirigidas por la exciclista Rocío Parrado.
Este proyecto vincula alrededor de 300 atletas de todas las regiones del país para incentivar el talento del deporte insignia de Colombia para así lograr cumplir el sueño de ser ciclistas profesionales.

## Material ciclista
El equipo utiliza bicicletas Strongman, y componentes Shimano

## Clasificaciones UCI
Las clasificaciones del equipo y de su ciclista más destacado son las siguientes:

### UCI America Tour
| Temporada | Clasificación por equipos | Mejor corredor       | Posición |
| 2020      | 3º                        | Nelson Soto Martínez | 63.º     |
| 2022      | 9º                        | Germán Dario Gómez   | 43.º     |
| 2024      |                           |                      | -        |

## Palmarés
Para años anteriores véase: Palmarés del Colombia Potencia de la Vida-Strongman.

### Palmarés 2024

#### Circuitos Continentales UCI
| Fechas | Circuito | Carreras     | Ganador      |
|        |          | Bandera de ? | Bandera de ? |

#### Campeonatos nacionales
| Fechas      | Carreras                                         | Ganador               |
| 25 de enero | Campeonato de Colombia Contrarreloj Sub-23 (CRI) | Freddy Ávila Avendaño |

## Plantillas
Para años anteriores, véase Plantillas del Colombia Potencia de la Vida-Strongman

### Plantilla 2024
| Integrantes del equipo 2024 | Integrantes del equipo 2024 | Integrantes del equipo 2024   | Integrantes del equipo 2024 |
| Corredor                    | Fecha de nacimiento         | Equipo previo                 |                             |
| --------------------------- | --------------------------- | ----------------------------- | --------------------------- |
| Freddy Ávila                | 20 de marzo de 1993         |                               |                             |
| Yeferson Camargo            | 10 de noviembre de 2004     |                               |                             |
| Yeisson Casallas            | 7 de febrero de 2000        | Bathco Cycling Team (2018)    |                             |
| Camilo Juan Castillo        | 15 de septiembre de 2003    | GW Shimano-Sidermec (2023)    |                             |
| Marlon Diagama              | 14 de abril de 2003         |                               |                             |
| Jhojan García               | 10 de enero de 1998         | Caja Rural-Seguros RGA (2023) |                             |
| Nicolás Gómez Jaramillo     | 27 de mayo de 2000          | Petroli Firenze-Hopplà (2023) |                             |
| César David Guavita         | 13 de enero de 2002         | Kelly-Simoldes-UDO (2023)     |                             |
| Iván Arturo Ojeda           | 22 de marzo de 2002         |                               |                             |
| Brayan Vargas Hernández     | 7 de julio de 2003          |                               |                             |
|                             |                             |                               |                             |
| Fuente: ProCyclingStats     |                             |                               |                             |